# Dirac-Identität
Die Dirac-Identität (benannt nach Paul Dirac) ist
{\displaystyle \lim _{\eta \to 0^{+}}{\frac {1}{x\pm \mathrm {i} \eta }}={\mathcal {P}}{\bigg (}{\frac {1}{x}}{\bigg )}\mp \mathrm {i} \pi \delta (x)}.
Darin bezeichnet {\displaystyle {\mathcal {P}}} den Cauchy-Hauptwert und {\displaystyle \delta (x)} die Dirac-Delta-Distribution. Sie ist zu verstehen als eine Integraloperatoridentität, d. h. obwohl man sie wie oben notiert, gilt genau genommen nur
{\displaystyle {\begin{aligned}\lim _{\eta \to 0^{+}}\int \limits _{-\infty }^{\infty }{\frac {\phi (x)}{x-x_{0}\pm \mathrm {i} \eta }}\mathrm {d} x&={\mathcal {P}}\int \limits _{-\infty }^{\infty }{\frac {\phi (x)}{x-x_{0}}}\mathrm {d} x\mp \mathrm {i} \pi \int \limits _{-\infty }^{\infty }\delta (x-x_{0})\phi (x)\mathrm {d} x\\&={\mathcal {P}}\int \limits _{-\infty }^{\infty }{\frac {\phi (x)}{x-x_{0}}}\mathrm {d} x\mp \mathrm {i} \pi \phi (x_{0})\end{aligned}}}
für eine geeignete Testfunktion {\displaystyle \phi (x)}. Sie lässt sich im Rahmen der Distributionentheorie beweisen. Sie ist ein Spezialfall des Sokhotski–Plemelj-Theorems und findet z. B. in der Physik Anwendung.
Allgemeiner lässt sich sogar zeigen, dass gilt
{\displaystyle \lim _{\eta \to 0^{+}}{\frac {1}{(x\pm \mathrm {i} \eta )^{n}}}={\mathcal {P}}{\bigg (}{\frac {1}{x^{n}}}{\bigg )}\mp {\frac {\mathrm {i} \pi (-1)^{n-1}}{(n-1)!}}\delta ^{(n-1)}(x),}
worin {\displaystyle \delta ^{(n-1)}(x)} die {\displaystyle n}-te Ableitung der Dirac-Delta-Distribution bezeichnet.

## Herleitung
In der Distributionentheorie führt man Distributionen über Funktionale ein, z. B. für die Dirac-Delta-Distribution
{\displaystyle F_{\delta }[\rho ]:=\int \limits _{-\infty }^{\infty }\delta (x-x_{0})\rho (x)\mathrm {d} x=\rho (x_{0}),}
d. h. die Distribution wird nur im Integral mit einer geeigneten Testfunktion, die nur auf einem endlichen Bereich von Null verschieden sein soll und beliebig oft differenzierbar, definiert. Dass dabei gerade der Wert {\displaystyle \rho (x_{0})} entsteht, ist Teil der Definition. Damit wird mit jeder singulären Funktion {\displaystyle f} ein Funktional {\displaystyle F_{f}[\rho ]} identifiziert, das mit jeder passenden Testfunktion {\displaystyle \rho } eine Zahl identifiziert.
Mit partieller Integration und der Tatsache, dass die Testfunktion nur auf einem endlichen Bereich ungleich Null ist (bounded support, {\displaystyle \rho (\pm \infty )=0}), erhält man
{\displaystyle \int \limits _{-\infty }^{\infty }f'(x)\rho (x)\mathrm {d} x=-\int \limits _{-\infty }^{\infty }f(x)\rho '(x)\mathrm {d} x}
und damit beispielsweise auch für die Heaviside-Stufenfunktion {\displaystyle \theta '(x)=\delta (x)}, sowie {\displaystyle \theta '(-x)=-\delta (x)} (diese Identität wird in der Festkörperphysik oft angewandt, da die Fermi-Funktion als Funktion der Energie bei Temperatur Null gerade eine Stufenfunktion ist). Man beachte, dass wegen der nur im Integral gültigen Definition das Verhalten der Heaviside-Distribution bei {\displaystyle x=0} nicht notwendigerweise spezifiziert werden muss.
Bisher haben wir nur eine kurze Einführung in Distributionen gegeben. Für die Dirac-Identität betrachtet man das Funktional {\displaystyle f(x)=\ln(x+\mathrm {i} 0^{+})}, wobei hier wieder der Grenzfall {\displaystyle \lim _{\eta \to 0^{+}}\ln(x+\mathrm {i} \eta )} gemeint ist.
Einerseits ist die Ableitung {\displaystyle f'(x)={\frac {1}{x+\mathrm {i} 0^{+}}}}.
Mit dem Verzweigungsschnitt des natürlichen Logarithmus entlang der negativen reellen Achse ist {\displaystyle f(x)=\ln |x|+\mathrm {i} \pi } für {\displaystyle x<0} und {\displaystyle f(x)=\ln |x|} für {\displaystyle x>0}. Daher folgt andererseits für die Ableitung:
{\displaystyle {\frac {\mathrm {d} }{\mathrm {d} x}}{\bigg (}\ln |x|+\mathrm {i} \pi \theta (-x){\bigg )}={\frac {\mathrm {d} }{\mathrm {d} x}}\ln |x|-\mathrm {i} \pi \delta (x)}.
Die Ableitung des Logarithmus muss wieder im Integral betrachtet werden, wobei wie oben der bounded support ausgenutzt wird (hier in der ersten Zeile und beim Schritt von der dritten in die vierte Zeile):
{\displaystyle {\begin{aligned}\int \limits _{-\infty }^{\infty }{\frac {\mathrm {d} \ln |x|}{\mathrm {d} x}}\rho (x)\mathrm {d} x&=-\int \limits _{-\infty }^{\infty }\ln |x|\rho '(x)\mathrm {d} x\\&=-\lim _{\varepsilon \to 0^{+}}\int \limits _{|x|>\varepsilon }\ln |x|\rho '(x)\mathrm {d} x\\&=-\lim _{\varepsilon \to 0^{+}}{\bigg [}\ln |x|\rho (x){\bigg \vert }_{-\infty }^{-\varepsilon }+\ln |x|\rho (x){\bigg \vert }_{\varepsilon }^{\infty }-\int \limits _{|x|>\varepsilon }{\frac {\rho (x)}{x}}\mathrm {d} x{\bigg ]}\\&={\mathcal {P}}\int \limits _{-\infty }^{\infty }{\frac {\rho (x)}{x}}\mathrm {d} x.\end{aligned}}}
Dabei wurde im letzten Schritt ausgenutzt, dass die Testfunktion „gutmütig“ ist, d. h., dass die vorderen Terme in der dritten Zeile (Randterme der partiellen Integration) verschwinden und dass das Integral über den ganzen Zahlenbereich außer über den Bereich {\displaystyle ]-\varepsilon ,\varepsilon [} um die Polstelle des Integranden gerade das Hauptwertintegral ist.
Damit gilt im Sinne der Distributionentheorie {\displaystyle {\frac {\mathrm {d} }{\mathrm {d} x}}\ln |x|={\mathcal {P}}{\bigg (}{\frac {1}{x}}{\bigg )}} und es folgt die Dirac-Identität aus Vergleich der beiden Berechnungen der Ableitung. Der Fall mit dem anderen Vorzeichen wird analog behandelt.

## Anwendungen
Mit der Dirac-Identität lassen sich beispielsweise die Kramers-Kronig-Relationen für Antwortfunktionen {\displaystyle \chi (\omega )} elegant beweisen, da diese in der oberen komplexen {\displaystyle \omega }-Halbebene analytisch sind. Statt einen Halbkreis in der oberen komplexen Halbebene zu schließen und den Bereich um die Polstelle auf der reellen Achse auszuschließen (so beispielsweise zu finden im Buch von Charles Kittel), schließt man nun einen Halbkreis in der oberen komplexen Halbebene und verschiebt den Pfad entlang der reellen Achse um {\displaystyle \mathrm {i} 0^{+}} nach oben oder unten und wendet die Dirac-Identität an. Zusätzlich verwendet man bei beiden Ansätzen die Tatsache, dass ein geschlossenes Kurvenintegral in der komplexen Ebene nur durch die Polstellen im Inneren des Integrationspfades bestimmt ist (Residuensatz).
Eine weitere Anwendung ist die Berechnung von Real- und Imaginärteil der Dielektrizitätsfunktion {\displaystyle \epsilon ({\vec {q}},\omega )} in der Theorie der Abschirmung elektrischer Ladungen nach Lindhard, da in dem Ausdruck für {\displaystyle \epsilon }, den man in dieser Theorie, die auf 1. Ordnung Störungstheorie aufgebaut ist, findet, gerade eine solche Struktur im Nenner auftaucht, wie sie die Dirac-Identität voraussetzt. Die Auftrennung in Real- und Imaginärteil ist hier u. a. deswegen wichtig, da man mit dem Imaginärteil der Dielektrizitätsfunktion üblicherweise die Dämpfung der Ausbreitung von Wellen im beschriebenen Medium verbindet.